# Arcesis anax
Arcesis anax är en fjärilsart som beskrevs av Diakonoff 1983. Arcesis anax ingår i släktet Arcesis och familjen vecklare. Inga underarter finns listade i Catalogue of Life.